# Alisar
Alisar bzw. Alissar (أليسار) ist ein weiblicher Vorname, der aus dem arabischen Sprachraum stammt. Er wird teilweise in Anlehnung an die phönizische Prinzessin Elissa (Dido) vergeben.

## Bekannte Namensträger

### Vorname
- Alisar Ailabouni (* 1989), österreichisches Fotomodel
- Alissar Caracalla (* 1974), libanesische Choreographin und Kunstdirektorin

### Familienname
- Tatjana Adamowna Alisar (* 1978), russische Handballspielerin